# BLT 샌드위치

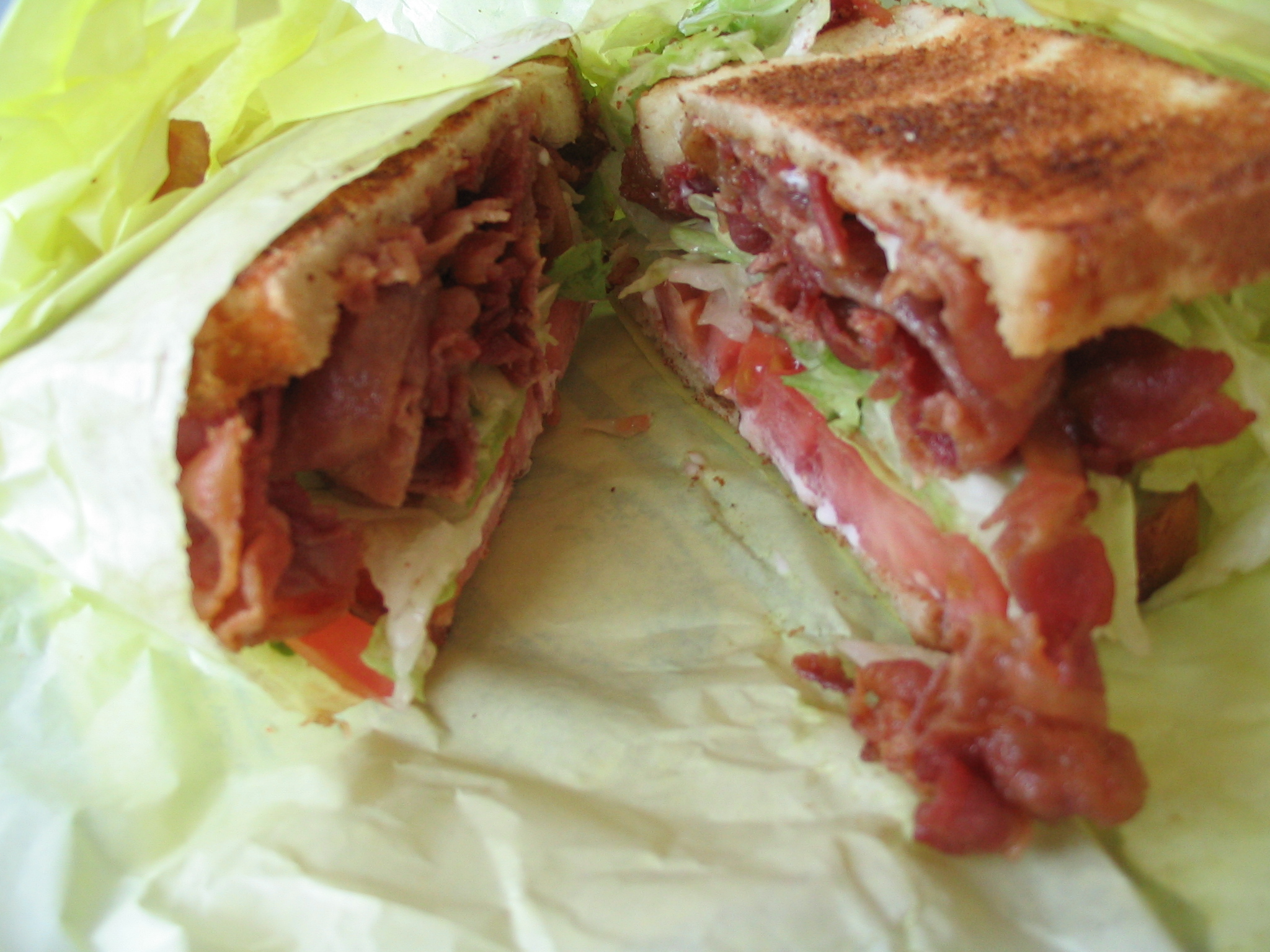
BLT

BLT 샌드위치(영어: BLT sandwich 비엘티 샌드위치[*])는 샌드위치의 일종으로, 빵에 베이컨 (bacon), 양상추 (lettuce), 토마토 (tomato)가 들어가기 때문에, 각각의 머리 글자를 따왔다.

## 같이 보기
- 샌드위치 목록
- 샌드위치